# Thanatodictya insignis
Thanatodictya insignis är en insektsart som först beskrevs av William Lucas Distant 1892.  Thanatodictya insignis ingår i släktet Thanatodictya och familjen Dictyopharidae. Inga underarter finns listade i Catalogue of Life.